# Thaumastopeus shangaicus
Thaumastopeus shangaicus är en skalbaggsart som beskrevs av Neervoort Van de poll 1886. Thaumastopeus shangaicus ingår i släktet Thaumastopeus och familjen Cetoniidae. Inga underarter finns listade i Catalogue of Life.